# Kladeruby nad Oslavou

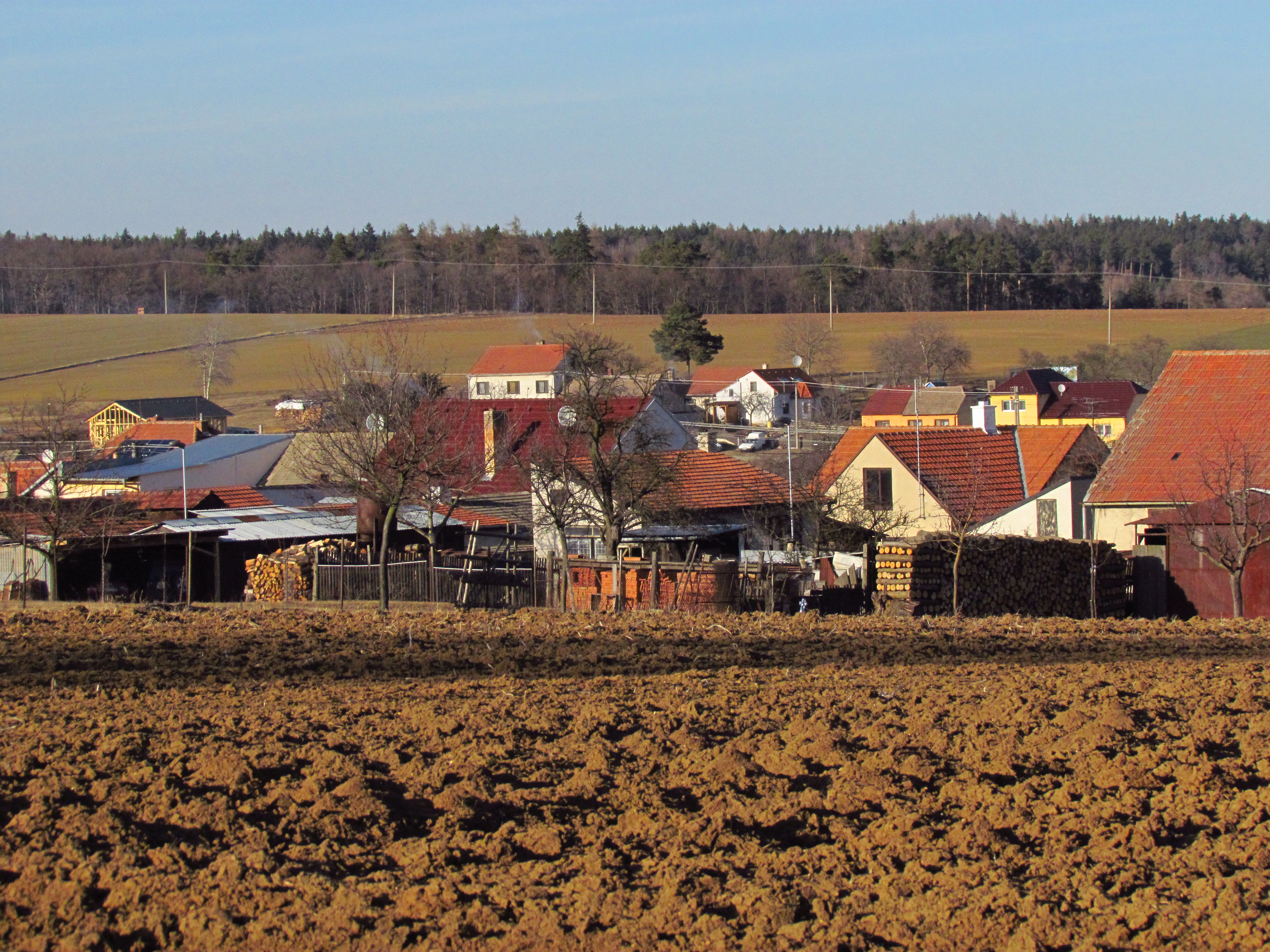
Blick über das Dorf

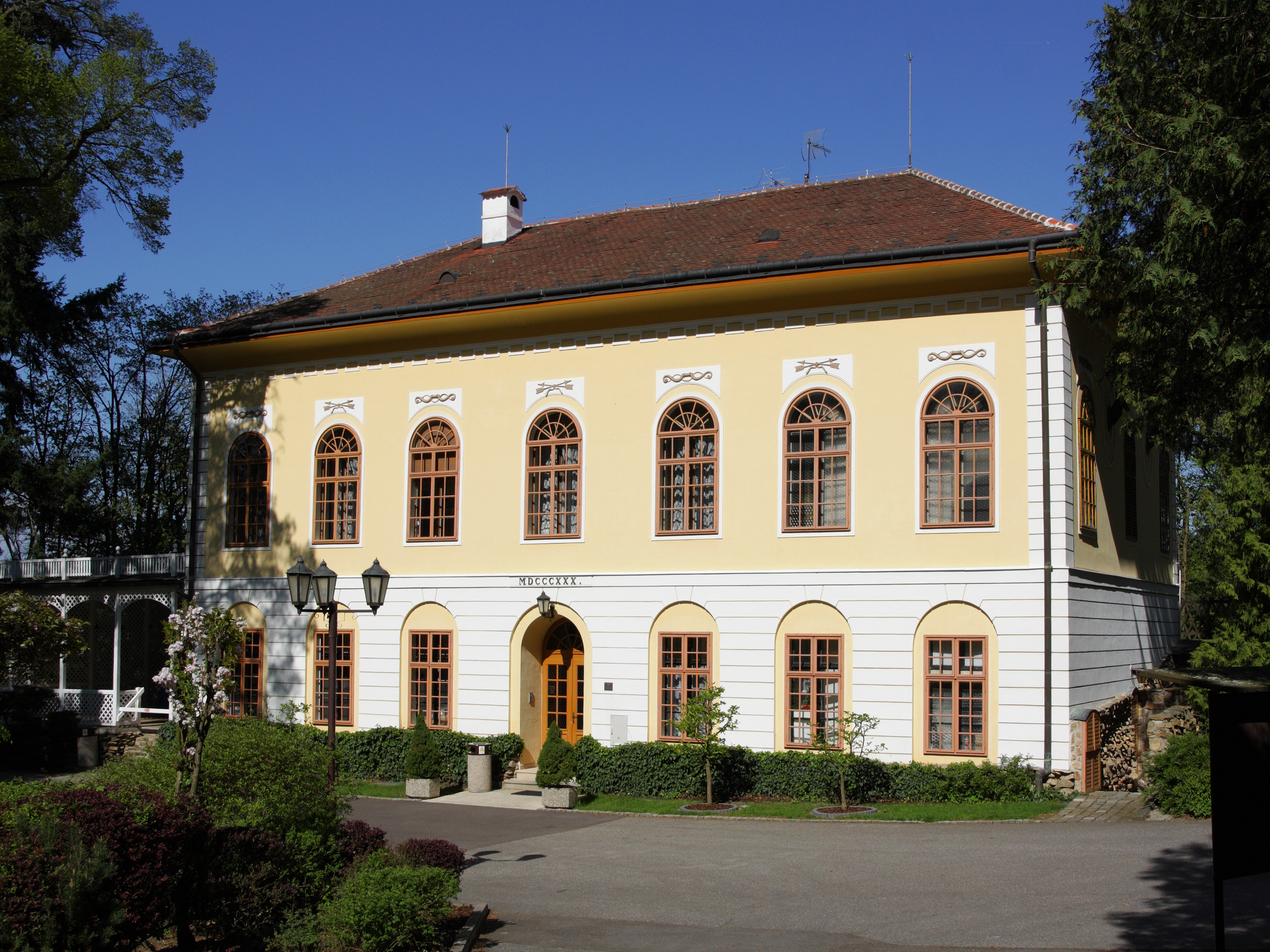
Jagdschloss Vlčí kopec

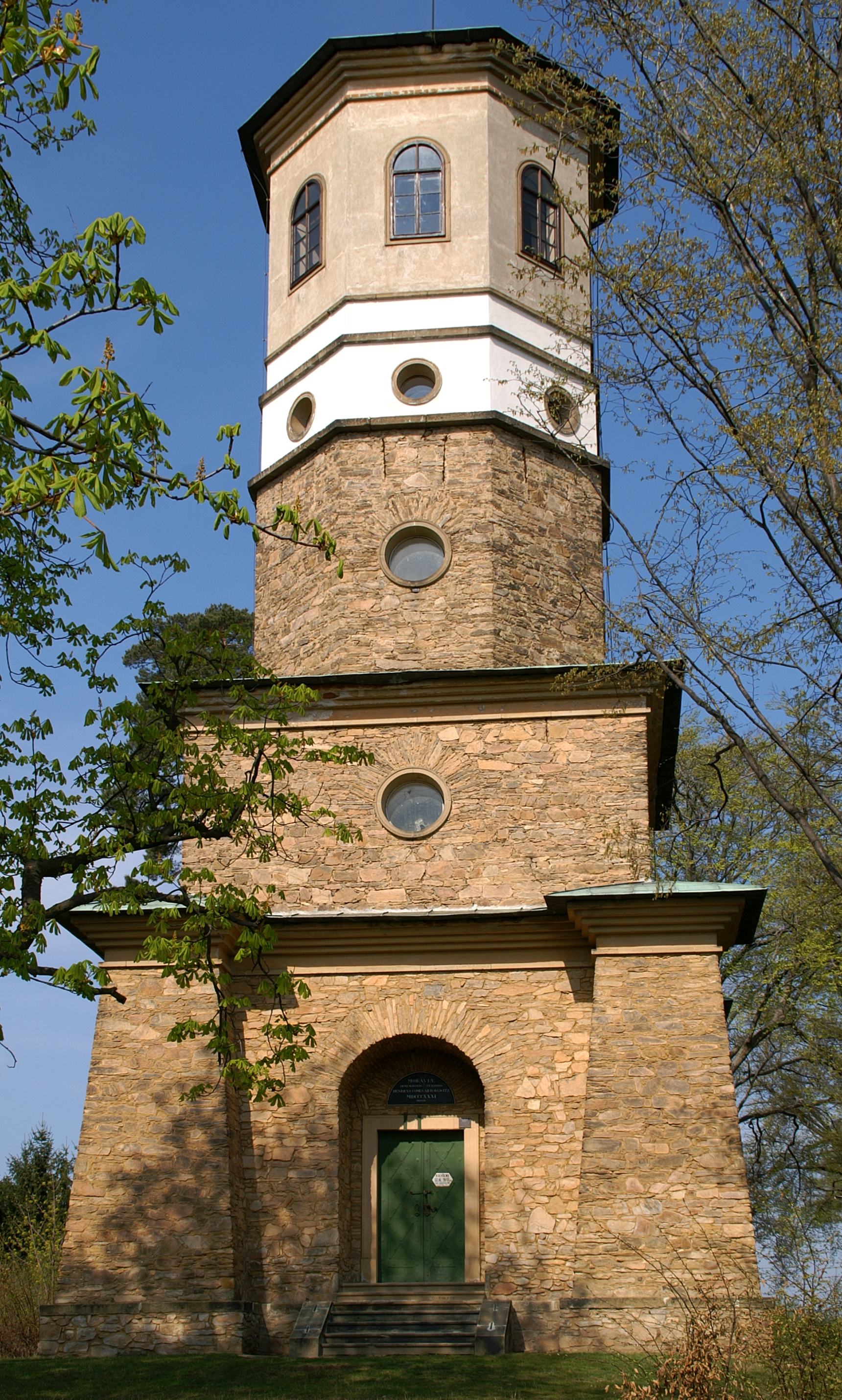
Aussichtsturm Babylon

Kladeruby nad Oslavou (deutsch Kladerub) ist eine Gemeinde in Tschechien. Sie liegt sieben Kilometer südlich von Náměšť nad Oslavou und gehört zum Okres Třebíč.

## Geographie
Kladeruby nad Oslavou befindet sich in der Quellmulde des Baches Vlčina auf einer Hochebene der Jevišovická pahorkatina (Jaispitzer Hügelland) im Süden der Böhmisch-Mährischen Höhe. Gegen Norden liegt das tief eingeschnittene Oslavatal (Nationales Naturreservat Divoká Oslava). Nördlich erhebt sich die Pastýřka (426 m n.m.), im Südwesten der Zelený kopec (491 m n.m.) und westlich der Mančalov (442 m n.m.).
Nachbarorte sind Zňátky und Velkopolský Dvůr im Norden, Březník und Kuroslepy im Nordosten, Skřípina, Sedlečko und Čučice im Osten, Senorady und Lhánice im Südosten, Mohelno im Süden, Kramolín im Südwesten, Sedlecká myslivna, Sedlecký Dvůr und Stropešín im Westen sowie Popůvky, Vlčí Kopec und Sedlec im Nordwesten.

## Geschichte
Die erste schriftliche Erwähnung von Kladoruby erfolgte 1368 als Teil der Herrschaft Mohelno. Im Jahre 1486 wurde das Dorf an Zikmund von Kladorub verpfändet. Im Jahre 1527 wurde das Dorf zusammen mit dem Gut Mohelno der Herrschaft Namiescht zugeschlagen. 1535 befreite Wenzel d. Ä. von Lomnitz das Städtchen Mohelno sowie die Dörfer Kradrub, Popuwka, Kramolin und Lhanitz von der Anfallsverbindlichkeit. Nach dem Aussterben der Herren von Lomnitz gehörte Kradrub zu dem Teil der Herrschaft Namiescht, der 1567 Friedrich von Zierotin zufiel. Während des Dreißigjährigen Krieges verkaufte Karl der Ältere von Žerotín die Herrschaft 1628 seinem Schwager Albrecht von Waldstein. Dieser veräußerte sie bald an Johann Baptist Verda von Verdenberg, der die Herrschaft 1630 zur Grafschaft erheben ließ. Nachfolgende Grundherren waren ab 1666 die Herren von Enckevort, danach ab 1743 die Grafen von Kuefstein und ab 1752 die Grafen Haugwitz. Unter den Grafen Haugwitz erfolgte eine Gestaltung des Oslawatals zum Jagd- und Erholungsgebiet.
Im Jahre 1842 bestand das im Znaimer Kreis gelegene Dorf Kraderub bzw. Kladoruby aus 21 Häusern, in denen 131 Personen lebten. Im Ort gab es ein Wirtshaus. Abseits lag ein herrschaftlicher Meierhof mit einem Jägerhaus. Pfarr- und Schulort war Mohelno. Bis zur Mitte des 19. Jahrhunderts blieb Kraderub der Fideikommissgrafschaft Namiescht untertänig. 
Nach der Aufhebung der Patrimonialherrschaften bildete Kladoruby / Kraderub ab 1849 mit dem Ortsteil Kramolín eine Gemeinde im Gerichtsbezirk Namiest. Ab 1869 gehörte Kladoruby zum Bezirk Trebitsch. Zu dieser Zeit hatte das Dorf 159 Einwohner und bestand aus 24 Häusern. Zum Ende des 19. Jahrhunderts wurden Kladeruby und Kladruby als Ortsnamen verwendet, später auch Kraderuby. Eine Dorfschule wurde 1893 eröffnet. Im Jahre 1900 lebten in Kladruby 256 Personen; 1910 waren es 227. Durch die Bezirkshauptmannschaft Trebitsch wurde 1912 Kladeruby nad Oslavou als amtlicher Gemeindename festgelegt. Kramolín löste sich 1921 los und bildete eine eigene Gemeinde.  Beim Zensus von 1921 lebten in den 40 Häusern der Gemeinde 226 Tschechen. Im Jahre 1930 bestand Kladeruby nad Oslavou aus 56 Häusern und hatte 259 Einwohner. Zwischen 1939 und 1945 gehörte Kladeruby nad Oslavou / Kladerub zum Protektorat Böhmen und Mähren. 1948 erfolgte die Umgliederung in den Okres Velká Bíteš. Im Jahre 1950 hatte Kladeruby nad Oslavou 220 Einwohner. Im Zuge der Gebietsreform und der Aufhebung des Okres Velká Bíteš wurde die Gemeinde am 1. Juli 1960 wieder dem Okres Třebíč zugewiesen. Beim Zensus von 2001 lebten in den 75 Häusern von Kladeruby nad Oslavou 194 Personen.

## Gemeindegliederung
Für die Gemeinde Kladeruby nad Oslavou sind keine Ortsteile ausgewiesen. Zu Kladeruby nad Oslavou gehören die Einschichten Vlčí Kopec (Heinrichslust) und Sedlecká myslivna (Sedletzer Jägerhaus).

## Sehenswürdigkeiten
- Jagdschlösschen Vlčí kopec (Heinrichslust), nordöstlich des Dorfes. Errichtet 1829–1830 für Heinrich Wilhelm von Haugwitz nach Plänen des Wiener Architekten Joseph Kornhäusel. Mit dem Schloss Náměšť nad Oslavou ist Heinrichslust durch die zwischen 1882 und 1884 angelegte Annastraße (Anina cesta) verbunden.
- Wasserfall des Baches Kotlík sowie Felswand Jinošovnice im Nationalen Naturreservat Divoká Oslava bei Vlčí Kopec
- Steinerner Aussichtsturm Babylon auf dem Zelený kopec. Er hat eine Höhe von 24,5 m und wurde 1831 für Heinrich Wilhelm von Haugwitz errichtet. Ursprünglich besaß der Turm noch ein hölzernes Obergeschoss, das 1866 während des Deutschen Krieges beschädigt und abgetragen wurde. Eine Allee führt zum Schloss Heinrichslust.
- Gedenkstein für den letzten geschossenen Hirsch, in den Wäldern westlich des Dorfes
- Burgstätte Skřípina, östlich auf einem Plateau zwischen der Vlčina, dem Skřípinský potok und der Oslava
- Spätbarocker Glockenturm auf dem Dorfplatz